# Hiisisaari (ö i Ule träsk)
Hiisisaari är en ö i Finland. Den ligger i sjön Niskanselkä och i kommunerna Paldamo och Vaala i landskapen Norra Österbotten och Norra Österbotten, i den centrala delen av landet, 500 km norr om huvudstaden Helsingfors. Öns area är 1,4 hektar och dess största längd är 210 meter i nord-sydlig riktning.  Den nord-västligaste delen ligger i Norra Österbotten.